# Moorsele
Moorsele is een dorp in de Belgische provincie West-Vlaanderen. Moorsele was een zelfstandige gemeente tot aan de gemeentelijke herindeling en is, net zoals buurgemeente Gullegem, sinds 1977 een deelgemeente van Wevelgem. Moorsele moet niet verward worden met de aangrenzende plaats en gemeente Moorslede. 

## Etymologie
De naam Moorsele is afkomstig van Mortsella, wat een samenvoeging is van het Frankische sella en het Keltische mort of maret. Het eerste deel, mort, betekent hoog, terwijl sella Frankisch is voor een hut. Met de naam werd dus een hooggelegen verzameling van hutten en andere gebouwen bedoeld.  (Uit: Van parochie Mortsella tot deelgemeente Moorsele)

## Geschiedenis
Zeker is dat er in de omgeving van Moorsele reeds intensieve bewoning was ten tijde van Romeinen en Kelten. Getuigen daarvan zijn opgegraven Romeins puin en resten van de Heirweg (thans zichtbaar in de straatnaam Heerweg).
De oudste vermelding Mortsella dateert van 1046 en is daarmee de oudste datering van de drie deelgemeentes. Lambertus van Vijve schonk een bunder grond in Mortsella aan het altaar van de Heilige Bertulfus van Harelbeke voor het zielenheil van zijn overleden broer. De kerk moet midden 11e eeuw gesticht zijn, maar werd voor het eerst vermeld in 1165. Het betrof een romaanse zaalkerk. Het patronaatsrecht was in bezit van het kapittel van Harelbeke. Omstreeks 1500 werd de kerk door een laatgotische hallenkerk vervangen.
In 1214 werd aan de Heulebeek een cisterciënzerabdij gesticht door Margaretha van Guines, burggravin van Kortrijk. Tussen 1242 en 1261 werd de abdij verplaatst naar Wevelgem.
In de 14e eeuw ontstond een stapelplaats voor wol, terwijl de vrouwen garen sponnen ten behoeve van de Kortrijkse textielnijverheid. Begin 16e eeuw begint men met de vlasteelt, het bewerken van vlas en het weven van linnen.
Bestuurlijk kwam de heerlijkheid Moorsele in handen van verschillende families (Vander Gracht, Liedekerke, de Beer, de Lens). Van de familie de Lens werd, na de Tweede Wereldoorlog, het wapenschild overgenomen als wapenschild van Moorsele; een gevierendeeld schild met goud en zwart werd na de Tweede Wereldoorlog in gebruik genomen als wapenschild voor Moorsele.
In 1570 en 1583 werd schade aangericht door beeldenstormers en Oostenrijkse vrijbuiters. Plunderende troepen richtten schade aan tussen 1644 en 1648. Ook was er een epidemie van builenpest. In 1668 werd Moorsele bij Frankrijk ingelijfd om in 1713 weer bij de Oostenrijkse Nederlanden te komen. De Fransen bouwden een linie langs de Heulebeek van het Kasteel van Moorsele tot aan Kuurne. De Oostenrijkse Successieoorlog (1740-1747) bracht eveneens plunderingen met zich mee. In 1787 was er een dorpsbrand waarbij een 60-tal huizen werden verwoest.
Tijdens de 18e eeuw steeg het aandeel van de huisnijverheid sterk. Velen bezaten een enkel weefgetouw. Een van deze eenvoudige thuiswevers was Joseph Cornillie die in enkele decennia schatrijk werd door het opkopen van het werk van thuiswevers. Hij liet het klein kasteel bouwen naast het rustoord, kocht hofstede na hofstede op en uiteindelijk ook het Kasteel van Moorsele. Het meest bekend is zijn kleindochter en rentenierster Marie Cornillie. Tegen het einde van de 18e eeuw had Moorsele een groter bevolkingsaantal dan bijvoorbeeld Gullegem of Wevelgem. Tijdens de 19e eeuw kwam daar verandering in. De bloeiperiode van het vlas zorgde in Gullegem en Wevelgem voor bevolkingsaangroei. Vanaf 1841 begon het weven op industriële schaal plaats te vinden, maar Moorsele bleef daarin achter. In 1910 bijvoorbeeld was ruim een vijfde van de werkende bevolking nog thuiswever. Industrialisatie kwam langzaam op gang. In 1937 telde Moorsele 13 vlasroterijen en twee katoenweverijen, waarbij in totaal 200 mensen werkten.
Tijdens de Eerste Wereldoorlog werd tussen de Ieperstraat en de Wittemolenstraat een Duits vliegveld aangelegd dat, na intensief gebruik tijdens de oorlog, volledig verdween. In 1936 werd het huidige vliegveld langs de Ledegemstraat aangelegd dat na de bezetting gedurende de Tweede Wereldoorlog opnieuw in handen van het Ministerie van Defensie kwam. Na de Tweede Wereldoorlog was het wachten tot opbloei met burgemeester Gilbert Flamez om werkgelegenheid te zien ontstaan met de aanleg van de industriezone Gullegem-Moorsele in de jaren zestig. (Uit: Wiblinga - varia.)

## Nabijgelegen kernen
Ledegem, Dadizele, Menen, Wevelgem, Gullegem, Sint-Eloois-Winkel, Rollegem-Kapelle

## Demografische ontwikkeling
- Bronnen:NIS, Opm:1831 tot en met 1970=volkstellingen; 1976 = inwoneraantal op 31 december

## Bezienswaardigheden
- De Sint-Martinus- en Sint-Christoffelkerk is een bakstenen hallenkerk, die dateert van halverwege de 16de eeuw. De toren is beschermd als monument.
- Kasteel van Moorsele naast de kerk
- Herenhuis 't Kasteeltje. Oud-klooster naast het huidige rusthuis
- In Moorsele liggen twee militaire kerkhoven met gesneuvelden uit de Eerste Wereldoorlog:
  - In het centrum ligt het Moorsele Military Cemetery.
  - In het buitengebied ligt het Kezelberg Military Cemetery.
- De windmolen "De Grote Macht" is een stenen stellingmolen uit 1817.
- De resten van een Heirweg, zichtbaar in de straatnaam Heerweg.

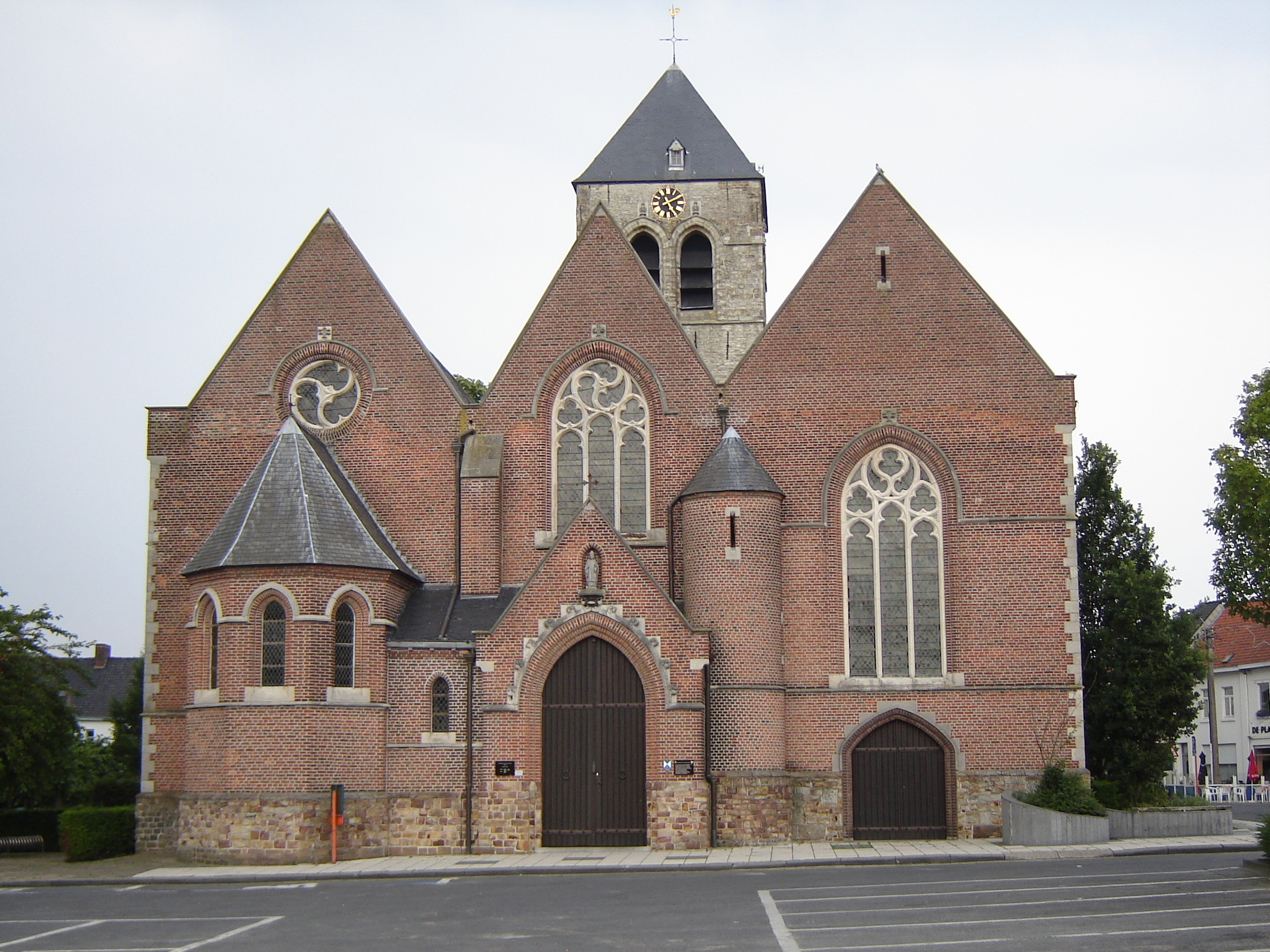
Sint-Martinus en Sint-Christoffelkerk
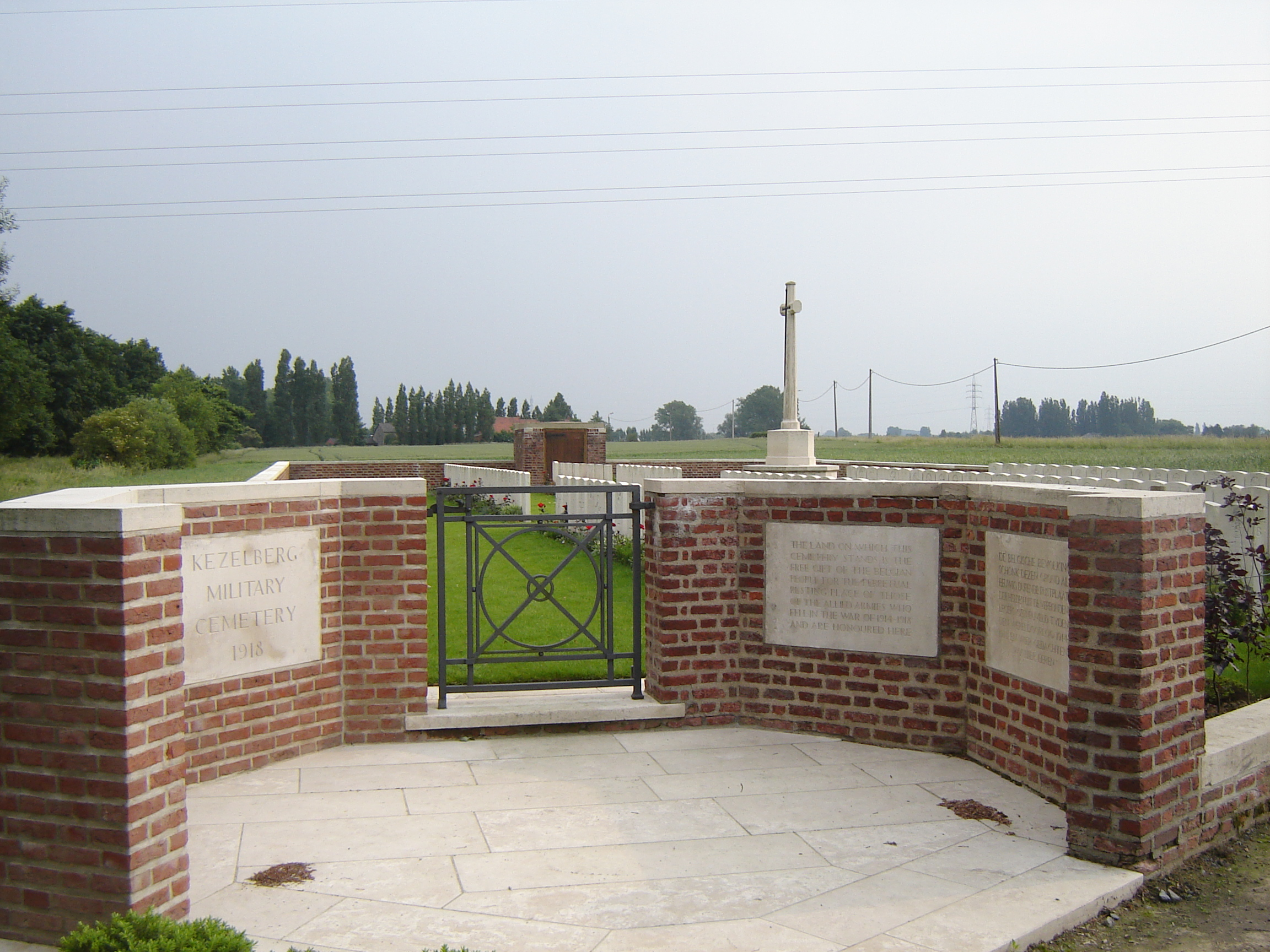
Kezelberg Military Cemetery
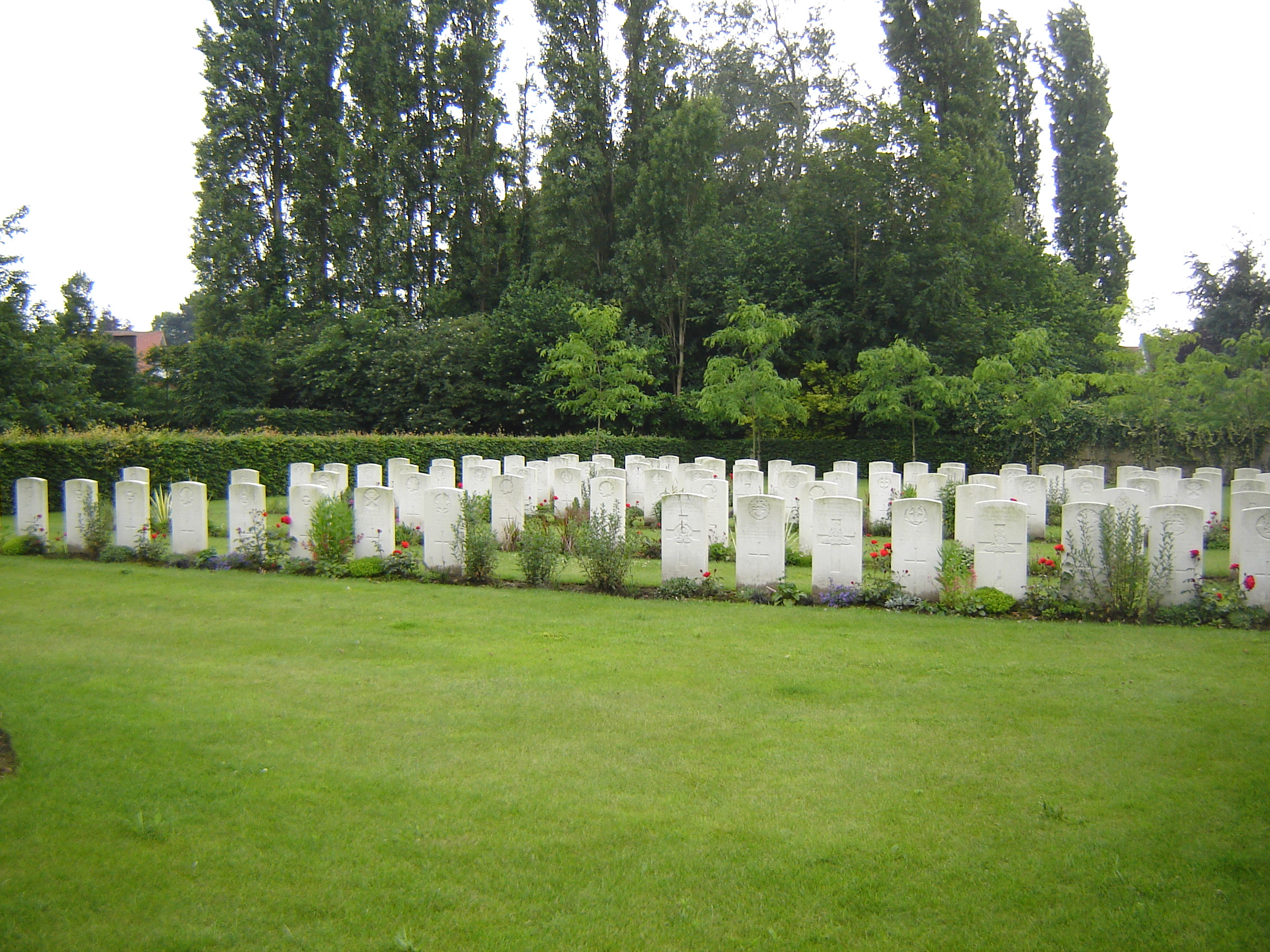
Moorsele Military Cemetery
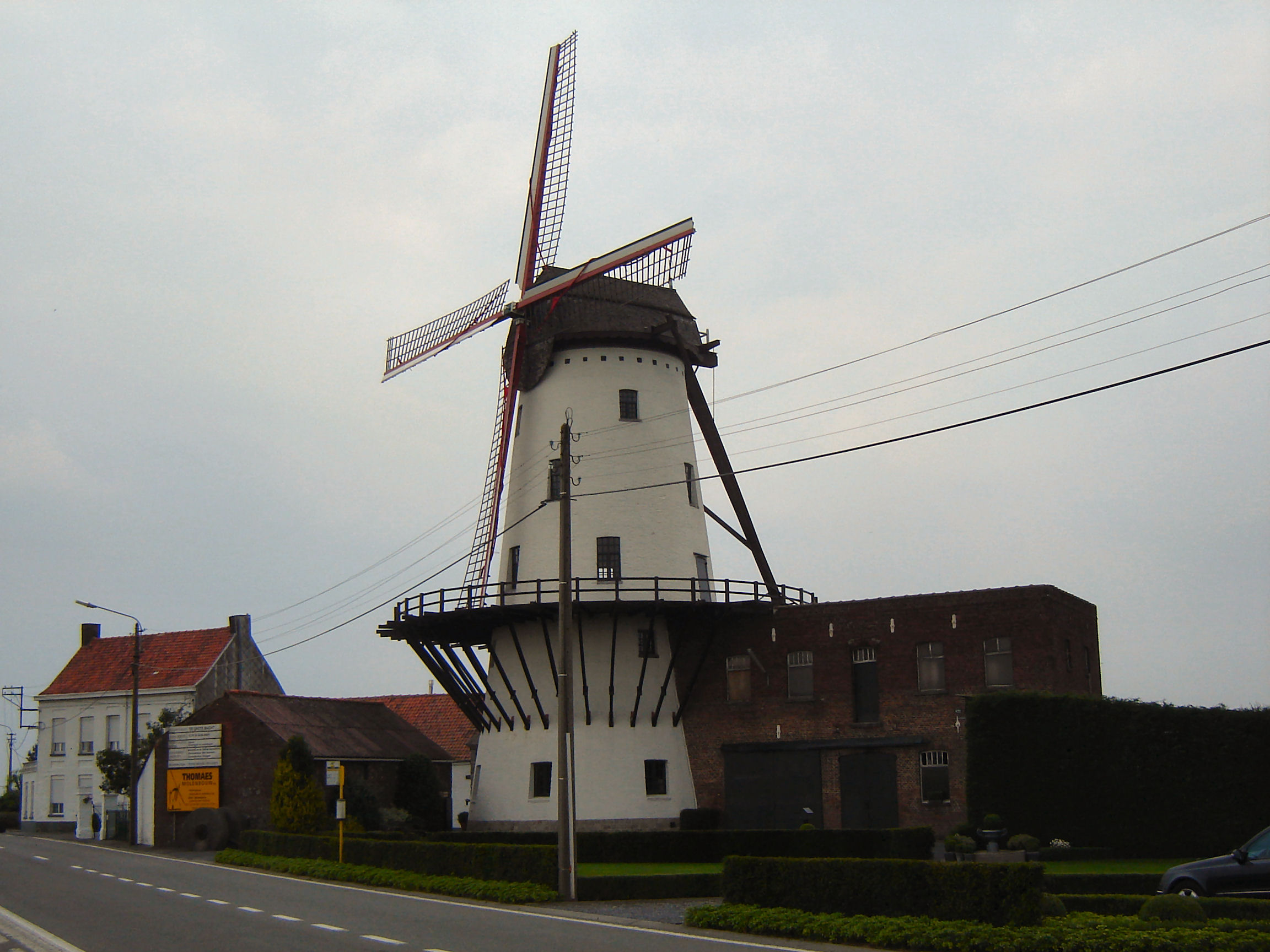
Windmolen "De Grote Macht"
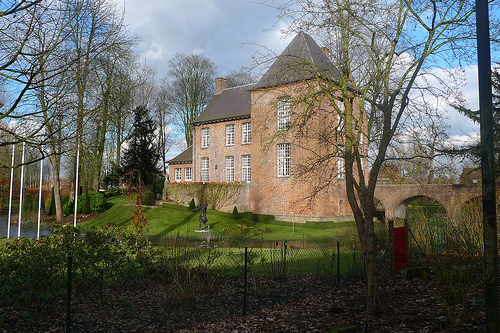
Kasteel Moorsele
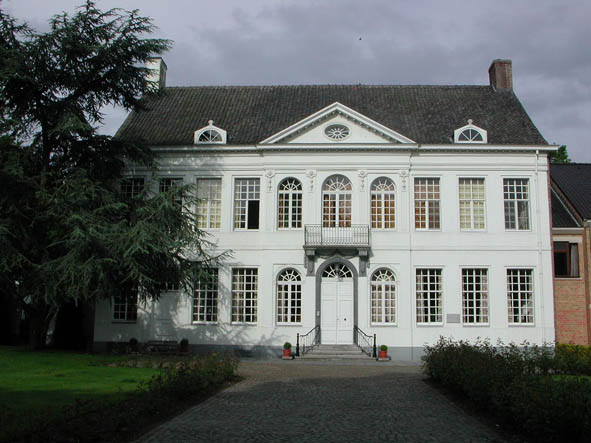
Herenhuis 't Kasteeltje

## Natuur en landschap
Moorsele ligt in Zandlemig Vlaanderen. De hoogste punten zijn de Kezelberg (41 meter) en de Draaitap (richting Sint-Eloois-Winkel). Het laagste punt is 20 meter, in het dal van de Heulebeek, welke door de kom van Moorsele naar het oosten stroomt. In Moorsele ligt ook een park, het Groen Lint genaamd. Moorsele ligt ook dicht bij recreatiedomein Bergelen.
Op het grondgebied ligt een deel van het industrieterrein Gullegem-Moorsele.

## Verkeer en vervoer
- Het industriegebied wordt, net als bij de andere Wevelgemse deelgemeente Gullegem van Moorsele-centrum gescheiden door de autosnelweg A17/E403. De A19 scheidt Moorsele van hoofdgemeente Wevelgem. Beide snelwegen sluiten er op elkaar aan in de verkeerswisselaar van Moorsele.
- De gemeente is met het openbaar busvervoer vlot bereikbaar vanuit onder meer Kortrijk (lijnen 42, 82) en Roeselare (lijnen 62, 54 en 55).
- Moorsele ligt langs de voormalige Spoorlijn 65 (België), thans een groene fietsas tussen Menen en Beitem.

## Politiek
Moorsele had een eigen gemeentebestuur en burgemeester tot de gemeentelijke fusie van 1977. De laatste burgemeester was Gilbert Flamez.

### Lijst van burgemeesters
- 1830-1836 Jean-François Lesaffre[1]
- Constantin Lesaffre (zoon van Jean-François)
- 1953-1976 Gilbert Flamez

## Economie
Deels op Moorseels grondgebied is er de industriezone Gullegem-Moorsele. Op donderdagmorgen is er wekelijkse markt op het Sint-Maartensplein.

## Sport
Moorsele heeft diverse sportclubs waaronder Moorselekoerse, Judo Kwai, KSV Moorsele, Tennisclub Servio, Badmintonclub Oes Leute, Damesvolleybal Moorsele, Turnclub Jong Moorsele, Basket Alumes Moorsele en wandelclub de 7mijl-stappers Moorsele. Opvallende sportaccommodaties in Moorsele zijn de hippodroom Zilveren Spoor en de Luchthaven Moorsele. Op deze luchthaven is geen militaire activiteit meer, en middels meerdere concessies wordt het vliegveld gebruikt voor recreatievluchten, waaronder ultralichte vliegtuigen en parachutespringen.

## Trivia
De Moorselenaren worden ook Stekselgaten genoemd. Deze naam is afkomstig van de Stekselpap, een pap van gezuurd deeg dat door thuiswevers gebruikt werd om garen in de pappen. De thuiswevers veegden hun handen geregeld af aan hun achterwerk of gat dat blonk van de stekselpap, vandaar "stekselgaten".